# A Última Fuga
The Last Run (br/pt: A Última Fuga) é um filme de ação estadunidense de 1971 dirigido por Richard Fleischer para a Metro-Goldwyn-Mayer.O estúdio promoveu o filme com o slogan: "Seguindo a tradição de Hemingway e Bogart". Ele foi lançado em DVD de 2011, da Warner Brothers Archive.

## Elenco
- George C. Scott...Harry Garmes
- Tony Musante...Paul Rickard
- Trish Van Devere...Claudie Scherrer
- Colleen Dewhurst...Monique
- Aldo Sambrell...Miguel

## Sinopse
Harry Garmes é um ex-criminoso norte-americano que agia como motorista do crime organizado e se auto-exilou na Europa após a morte do filho pequeno. Ele vivia por nove anos em Albufeira, uma vila de pescadores no sudeste de Portugal e ocasionalmente se relacionava com a prostituta local Monique. Inesperadamente, Harry recebe uma proposta de criminosos (provavelmente pertencentes à Máfia) e decide voltar a ativa,mesmo com maus pressentimentos. O trabalho consiste em apanhar um fugitivo da Penitenciária, o assassino chamado Paul, e levá-lo da Espanha até a França. No caminho, Paul para em uma cidade para apanhar a namorada, Claudie Scherrer, o que irrita Harry. Ao chegarem ao local determinado, Harry recebe o dinheiro e se prepara para partir sozinho, mas percebe algo errado e descobre que era uma emboscada para Paul. O trio escapa dos bandidos mas passam a ser perseguidos por eles e pela polícia. Sem alternativas, Harry resolve voltar para Portugal e fugir para a África em seu barco, levando os outros dois .

## Produção
John Huston era o diretor original do filme mas como se desentendera com o protagonista Scott em filme anterior que trabalharam juntos (The Bible: In the Beginning de 1966), foi substituído em cima da hora por Richard Fleischer . Scott também brigara com a atriz francesa Tina Aumont, que ficaria com o papel da namorada do assassino. Ela deixou a produção, sendo substituída por Trish Van Devere, uma atriz norte-americana. Scott e Van Devere se apaixonaram durante as filmagens. Contudo, Scott estava casado com Colleen Dewhurst, que também figurava no elenco. Dewhurst e Scott se divorciaram após o término da produção e o ator se casou com Van Devere (que se tornou a terceira esposa dele).

## Recepção
The Last Run não foi muito bem recebido pelos críticos e a maioria lamentou a substituição de Huston por Fleischer. Roger Ebert, jornalista do Chicago Sun-Times, escreveu que "com Huston dirigindo o interessante roteiro de Alan Sharp, o filme poderia ser bom, eu creio, e deveria ter evitado a abordagem embaraçadamente desastrosa que arruinou essa versão". Roger Greenspun, revendo o filme para o The New York Times, disse que Fleischer "um veterano de 20 anos no negócio...parecia não ter dominado ainda as cenas de ação; e suas sequências de perseguição automobilística, mesmo com toda a poeira e o ranger de pneus, parecem ter a velocidade de 100 quilômetros (30 milhas) por hora". Toni Mastroianni, resenhando o filme para o Cleveland Press, definiu a atuação de Scott como o principal obstáculo: "O problema com Scott no momento é encontrar um filme tão grande quanto ele. O papel certo para o ator talvez seja interpretar um Hemingway real ao invés de uma imitação dele".